# Froiz
Distribuciones Froiz, S.A. es una cadena de supermercados española con sede en Poyo, Galicia. Opera en las regiones españolas de Galicia, Castilla y León, Castilla-La Mancha, Madrid y en el norte de Portugal. La empresa fue fundada en Pontevedra en 1970 por Magín Alfredo Froiz y sigue siendo una empresa familiar.
En octubre de 2014, Froiz compró el supermercado rival Supermercados Moldes convirtiéndose en la tercera cadena de supermercados más grande en Galicia.

## Operaciones

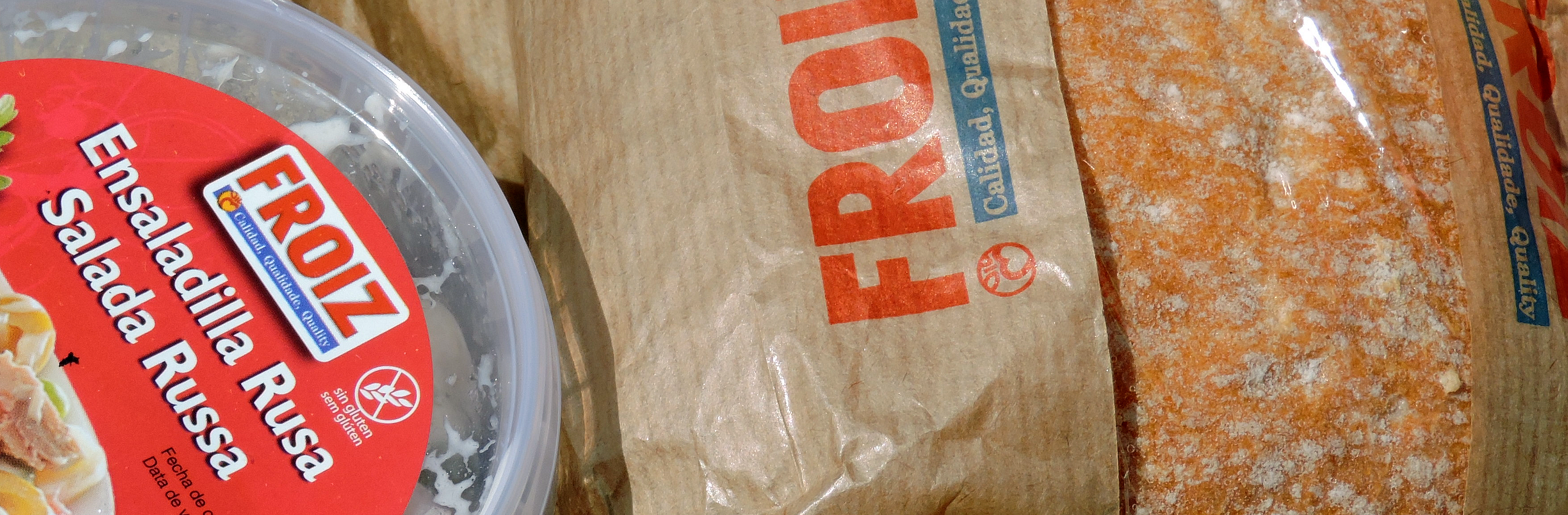
Productos de la marca privada Froiz

Las operaciones de Froiz se dividen en cuatro formatos, diferenciados por tamaño y gama de productos vendidos. Tandy o Merca Mas es el nombre que reciben las franquicias de Froiz.
| Nombre              | Tipo de tienda         | Número de tiendas [¿cuándo?] [cita requerida] |
| ------------------- | ---------------------- | --------------------------------------------- |
| Supermercados Froiz | Supermercado           | 227                                           |
| Hiper Froiz         | Hipermercado           | 6                                             |
| Cash Froiz          | Efectivo y transporte  | 8                                             |
| Tandy / Merca Mas   | Tienda de conveniencia | 72                                            |
| Total               | Total                  | 313                                           |

## Patrocinio
Froiz es propietario del equipo ciclista Grupo Deportivo Supermercados Froiz (Súper Froiz) y patrocinador principal del equipo ciclista Fundación Óscar Pereiro.